# 小嫻
小嫻（1980年3月9日—），本名黃瑜嫻，臺灣女藝人、節目主持人、演員，也是主持人胡瓜的乾女儿。

## 演藝生涯
小嫻在1998年報名參加中華電視公司綜藝節目《龍虎綜藝王》的招牌單元〈模仿綜藝王〉，模仿著名歌手徐懷鈺和范曉萱，當時透露爸爸是中醫師。1998年9月20日，小嫻被東森綜合台《遊戲駭客族》聘為女主持人（與男主持人胡龍雲合作），以「世紀末電玩次世代美少女」稱號成名；1999年，小嫻被傳訊電視大地頻道《電玩快打》聘為女主持人（與第一任男主持人艾力克斯合作），以「電玩小魔女」稱號成名。

## 個人生活
小嫻14岁時發現周圍女性朋友都有月经，而她沒有，17岁就醫检查發现自己没有子宫，右侧卵巢因有良性畸胎瘤也在当时被切除。小嫻擅長跳舞，曾多次在台灣電視節目表演，也以業餘舞者身份在「2010職業國標舞世界大賽亞巡賽台北站」及「2011職業國標舞世界大賽亞巡賽台北站」分別獲得第8名及第7名的成績。

### 學業
- 1998年自淡江高中畢業，爾後放棄升學，專注於演藝事業。
- 2023年12月於個人粉絲專頁宣布透過特殊選才管道錄取國立屏東大學音樂學系大學部，並預定於2024年9月前往就讀。[5][6]

### 戀情

#### 孫協志
2001年，她和孫協志搭檔主持《完全娛樂》時期中交往，後分手。

#### 庹宗康
2002年，和大12歲的庹宗康相戀，二年後分手，媒體報導兩人因個性不合分手。

#### 歐漢聲
她跟歐漢聲（歐弟）交往三年，期間分合多次，於2009年劃下句點，不久後歐弟就和胡瓜乾女兒香蜜拉交往；小嫻接著和剛與天后張惠妹分手的何守正熱戀，二年內情定結婚。

#### 金剛
2020年8月18日，小嫻透過經紀公司宣布與男演員金剛熱戀中。2022年5月11日，小嫻被傳出已與金剛分手，小嫻與金剛隨後在Facebook直播證實已分手。兩人由戀人成為好朋友。

### 婚姻
2012年12月12日，與何守正在紐約登記結婚。婚後一年半退隱，並在2016年獲得健身教練執照。2018年7月25日，兩人於臺北市內湖區戶政事務所簽字離婚。

## 演出作品

### 電視劇
| 年分   | 頻道             | 劇名                 | 飾演              |
| ------ | ---------------- | -------------------- | ----------------- |
| 2001年 | 衛視中文台       | 魔界                 | 仇兒              |
| 2001年 | 東森綜合台       | 老婆大人             | 客串              |
| 2001年 | 台視             | 愛情大魔咒           | 客串              |
| 2002年 | 台視             | 紫色角落             | 美園              |
| 2008年 | 台視、三立都會台 | 命中注定我愛你       | Coco              |
| 2010年 | 八大、中視       | 就想賴著妳           | 楊朵              |
| 2011年 | 公視、八大綜合台 | 愛在桐花紛飛時       | 村妹              |
| 2012年 | 台視             | 罪美麗               | 楚紅              |
| 2013年 | 台視             | 遇見幸福300天        | 婦產科醫生        |
| 2013年 | 台視             | 親愛的，我愛上別人了 | 徐以倩            |
| 2013年 | 台視             | 愛的生存之道         | Tiffany（蔡琪雅） |
| 2015年 | 大愛             | 大大與太太           | 陳麗秀            |
| 2018年 | TVBS歡樂台、台視 | 女兵日記             | 高曉嫻            |
| 2018年 | TVBS歡樂台、台視 | 女兵日記女力報到     | 高曉嫻            |
| 2020年 | 大愛             | 舞出寂靜             | 陳美利            |

### 電影
| 上映年份 | 片名         | 飾演   | 導演   |
| -------- | ------------ | ------ | ------ |
| 1999年   | 條子阿不拉   | 小敏   | 李崗   |
| 2004年   | 浮生若夢     | 黃小台 | 王毓雅 |
| 2005年   | 虎姑婆       | 陳詠平 | 王毓雅 |
| 2006年   | 好想談個戀愛 | 小怪   | 傅立   |
| 2015年   | 鐵獅玉玲瓏2  | 主持人 | 澎恰恰 |

### 旁白
| 日期   | 頻道            | 節目           | 備註                                   |
| ------ | --------------- | -------------- | -------------------------------------- |
| 2010年 | youtube、UDN TV | 巴哈姆特電玩瘋 | 2010年12月17日首播，並為節目擔任旁白。 |

### 舞台劇
| 上映年份 | 片名         | 飾演   | 導演   |
| -------- | ------------ | ------ | ------ |
| 2023年   | 唱吧！唱吧！ | 翁銀子 | 黃致凱 |

## 主持作品
| 日期   | 節目           | 頻道                        | 備註                                                                                               |
| ------ | -------------- | --------------------------- | -------------------------------------------------------------------------------------------------- |
| 1998年 | 遊戲駭客族     | 東森綜合台                  | 與SD太郎（胡龍雲）合作主持                                                                         |
| 1998年 | 好運旺旺來     | 華視                        | 與卜學亮合作主持                                                                                   |
| 1999年 | 黑色狂想曲     | 臺視                        | |
| 1999年 | 電玩快打       | 傳訊電視大地頻道→緯來綜合台 | 先後與艾力克斯、唐志中、電玩超男子(汪東城、丁春誠、阿男、小菊花)、大炳、歐漢聲合作主持。           |
| 1999年 | 亞洲流行月排行 | 衛視中文台                  | |
| 1999年 | 超級大玩家     | 三立都會台                  | |
| 1999年 | 龍虎綜藝王     | 華視                        | 〈龍虎八卦王〉單元固定班底                                                                         |
| 1999年 | 電視大國民     | 中視                        | 活動主持人                                                                                         |
| 2000年 | 紅白勝利       | 中視                        | 助理主持人                                                                                         |
| 2000年 | 青春大王       | 民視                        | 與大炳合作主持                                                                                     |
| 2000年 | 奇怪奇怪真奇怪 | 三立都會台                  | |
| 2000年 | 超級大玩家     | 三立都會台                  | |
| 2000年 | 臺灣夜總會     | 華視                        | |
| 2000年 | 假日何處去     | 太陽衛視                    | |
| 2000年 | 音樂風雲榜     | 三立都會台                  | |
| 2000年 | 完全娛樂       | 三立都會台                  | 外景主持人                                                                                         |
| 2001年 | 哇咧靚廣告     | 緯來電視 ON TV              | |
| 2001年 | 完全娛樂       | 三立都會台                  | 與孫協志、黃嘉千合作主持。                                                                         |
| 2002年 | 週末真是棒     | 緯來綜合台                  | |
| 2002年 | 電子情人       | 三立都會台                  | |
| 2002年 | 臺灣風雲榜     | 臺視                        | 與藍心湄等合作主持                                                                                 |
| 2003年 | 綜藝大贏家     | 民視                        | 與胡瓜、陽帆、歐漢聲合作主持。                                                                     |
| 2003年 | 世界非常奇妙   | 中視                        | 與胡瓜合作主持，接替因懷孕生子而請辭的李蒨蓉。《世界真奇妙》的前身。                               |
| 2004年 | 天才向前衝     | 華視                        | 與吳宗憲、艾莉絲合作主持。《天才衝衝衝》的前身。                                                   |
| 2005年 | 天才向前衝     | 華視                        | 與陽帆、艾莉絲合作主持。《天才衝衝衝》的前身。                                                     |
| 2006年 | 娛樂新聞       | TVBS                        | 與李毓芬合作主持。                                                                                 |
| 2006年 | 世界真奇妙     | 中視                        | 胡瓜請辭主持人後，節目改版與艾莉絲合作主持。前身為《世界非常奇妙》。                               |
| 2006年 | 天才衝衝衝     | 華視                        | 與鍾欣怡（2010年）、艾莉絲、曾國城、徐乃麟合作主持。2018年3月起，因Albee請辭，不定期回歸代班主持。 |
| 2008年 | 首爾再發現     | 民視                        | 與謝忻主持                                                                                         |
| 2008年 | 流行La Vie     | 東森綜合台                  | 2008年12月20日首播。                                                                               |
| 2008年 | 鄉親大擂台     | 衛視中文台                  | 與小喬、小潘潘、謝麗金輪流與陽帆搭擋。                                                             |
| 2008年 | 超級大頭目     | 中天娛樂台                  | 代班女主持人。                                                                                     |
| 2009年 | 綜藝大集合     | 民視                        | 與胡瓜、董至成、謝忻、浩角翔起搭擋。                                                               |
| 2010年 | 超級電玩瘋     | 華視                        | 2010年5月15日首播。《巴哈姆特電玩瘋》的前身。                                                      |
| 2015年 | 勇闖中台灣     | 亞洲衛星電視                | 外景單元主持，共四集。                                                                             |
| 2016年 | 我的美好Style  | 東風衛視                    | 2016年1月7日首播，與穆熙妍搭擋。                                                                   |
| 2016年 | 女人要有錢     | JET綜合台                   | 2016年8月15日改版，與徐乃麟搭擋。                                                                  |
| 2019年 | 綜藝新時代     | 民視                        | 與浩子合作主持。                                                                                   |

## 廣告代言
- 華義國際《純愛手札》Windows 95／98中文版[12]
- 台灣華歌爾「莎薇清涼彈儷胸罩」
- 京城建設
- 漂流幻境Re:星之方舟

## 品牌產品
- Pretty Barbie 小魔女的魔法包[13]《與儷人國際有限公司[14] 合作設計發行》2004年4月上市。

## 出版品

### 書籍
| 發行日期       | 書名               | 出版社   | ISBN               |
| -------------- | ------------------ | -------- | ------------------ |
| 2006年9月6日   | 《焦糖美人兒》     | 臺視文化 | ISBN 9789575657499 |
| 2007年12月10日 | 《到長灘島渡假去》 | 凱特文化 | ISBN 9789868382343 |

## 獎項/榮耀
| 年份   | 獲提名       | 獎項                               | 結果  |
| ------ | ------------ | ---------------------------------- | ----- |
| 2001年 | 《青春大王》 | 第36屆金鐘獎娛樂諧趣節目主持人     | 提名  |
| 2010年 |              | 職業國標舞世界大賽亞洲巡迴賽台北站 | 第8名 |
| 2011年 |              | 職業國標舞世界大賽亞洲巡迴賽台北站 | 第7名 |